# Європейський день підтримки жертв злочинів
Європейський день підтримки жертв злочинів (European Day for Victims of Crime) — пам'ятний день у багатьох країнах Європейського Союзу, що відзначається щороку 22 лютого.

## Історія
Європейський день підтримки жертв злочинів був заснований міжнародною правозахисною організацією Victim Support Europe (V.S.E.), яка опікується та захищає права жертв злочинів. Ініціатива була проголошена 1990 року в Стокгольмі (Швеція). Європейський день дає поштовх згадати тих, хто постраждав від рук злочинців, а це багато мільйонів осіб щороку — дітей і дорослих, жінок і чоловіків, бідних і заможних, жителів і гостей ЄС.
Членами V.S.E. є 61 установа в 31 європейській країні. З листопада 2015 року Директива про права жертв встановлює чіткий перелік прав для жертв злочинів і зобов'язання держав-членів ЄС щодо забезпечення цих прав на практиці.
У 2019 році Victim Support Europe та її учасники вжили низку заходів для просування прав жертв і допомоги жертвам злочинів у ЄС.